# Ostrów Południowy (gromada)
Ostrów Południowy – dawna gromada, czyli najmniejsza jednostka podziału terytorialnego Polskiej Rzeczypospolitej Ludowej w latach 1954–1972.
Gromady, z gromadzkimi radami narodowymi (GRN) jako organami władzy najniższego stopnia na wsi, funkcjonowały od reformy reorganizującej administrację wiejską przeprowadzonej jesienią 1954 do momentu ich zniesienia z dniem 1 stycznia 1973, tym samym wypierając organizację gminną w latach 1954–1972.
Gromadę Ostrów Południowy z siedzibą GRN w Ostrowiu Południowym utworzono – jako jedną z 8759 gromad – w powiecie sokólskim w woj. białostockim, na mocy uchwały nr 22/V WRN w Białymstoku z dnia 4 października 1954. W skład jednostki weszły obszary dotychczasowych gromad Ostrów Południowy, Ostrów Północny i Ostrów Nowy ze zniesionej gminy Szudziałowo oraz miejscowość Ozierskie wieś z dotychczasowej gromady Ozierskie ze zniesionej gminy Krynki w tymże powiecie. Dla gromady ustalono 11 członków gromadzkiej rady narodowej.
31 grudnia 1959 gromadę Ostrów Południowy zniesiono, włączając ją do gromad Szudziałowo (wieś Ostrów Północny), Krynki (wieś Ozierskie) i Górany (wsie Ostrów Południowy i Ostrów Nowy oraz kolonię Podświdziałówka).